# Flughafen Maskat

i8
i11
i13
Der Flughafen Maskat (arabisch مطار مسقط الدولي, englisch Muscat International Airport, früherer Name bis zum 31. Januar 2008: Seeb International Airport, IATA-Code: MCT, ICAO-Code: OOMS) ist der wichtigste Luftverkehrsknotenpunkt Omans. Derzeit werden 55 Flugziele in 27 Ländern angeflogen (Stand: 25. März 2018). Der Flughafen liegt in Sib (engl. Seeb), etwa 25 km westlich der Hauptstadt Maskat am Muscat-Expressway und an der Autobahn Route 1. Der Flughafen ist seit 1972 im Betrieb. Geplant und realisiert wurde er von J&P. Die nationale Fluggesellschaft Oman Air sowie die neue Billigfluggesellschaft SalamAir nutzen den Flughafen als Drehkreuz.

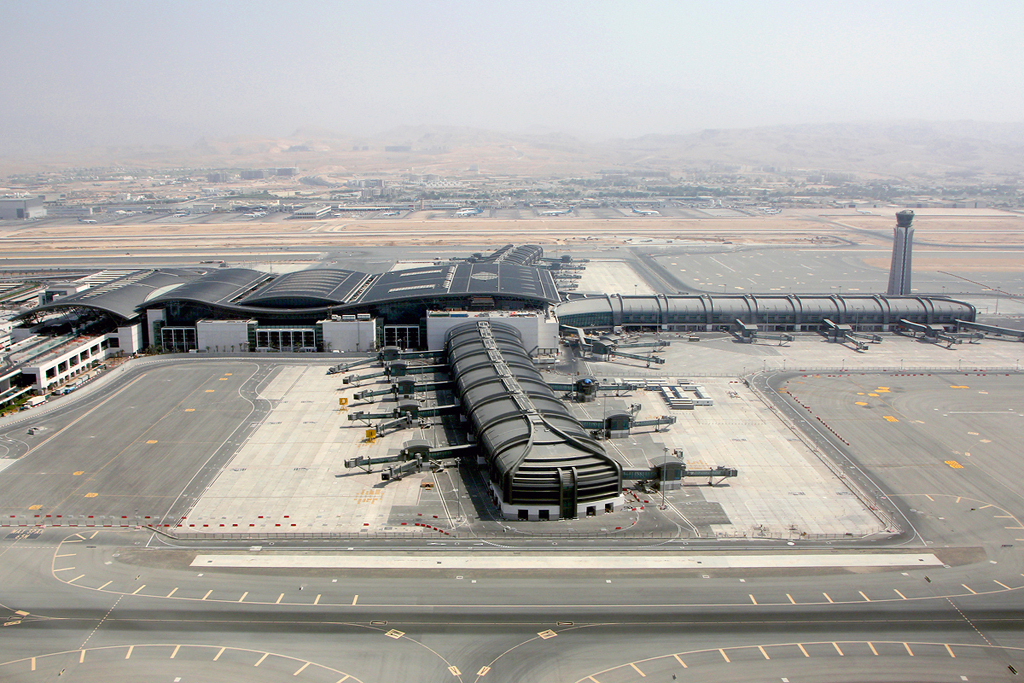
Das neue Terminal 1

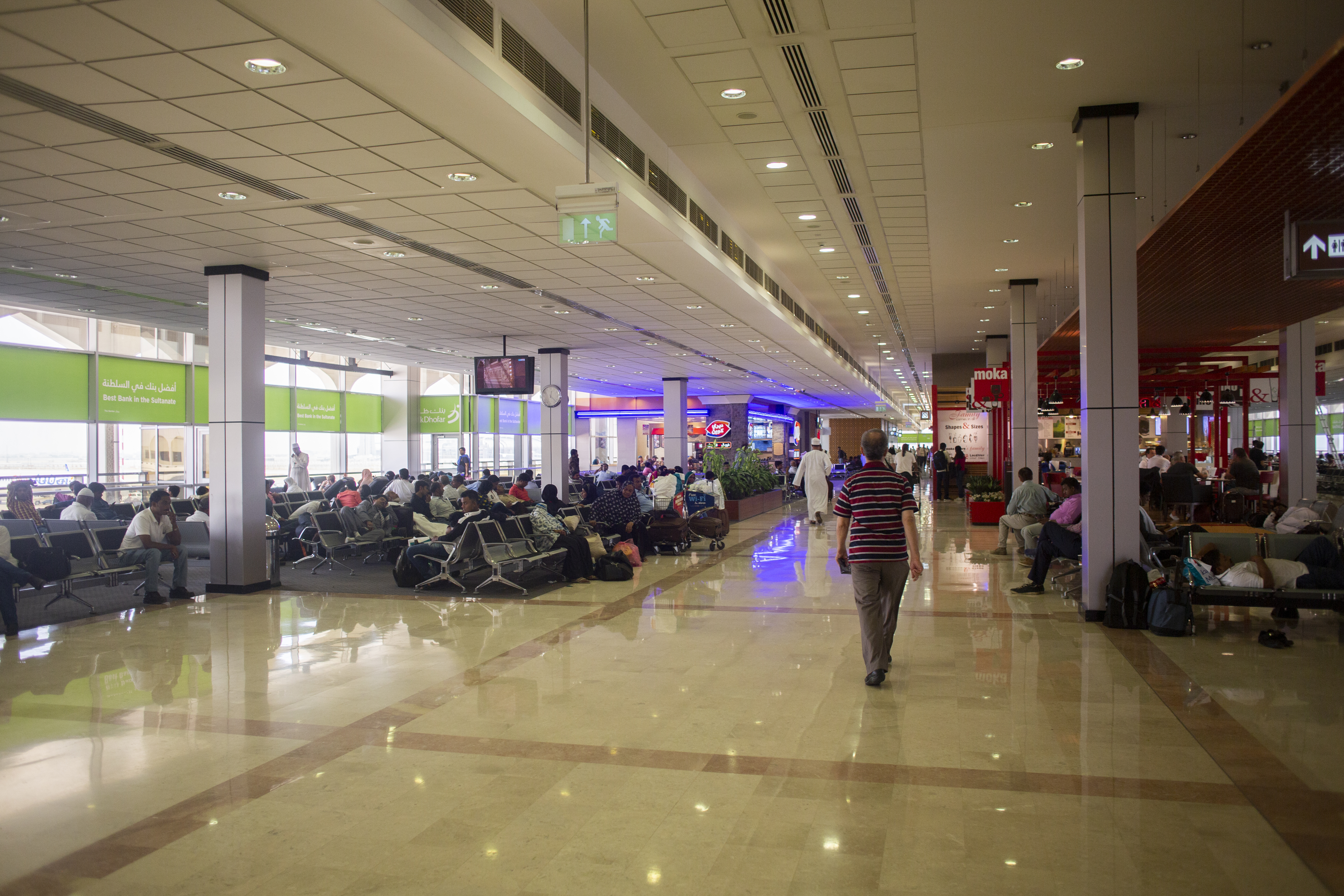
Terminal 2

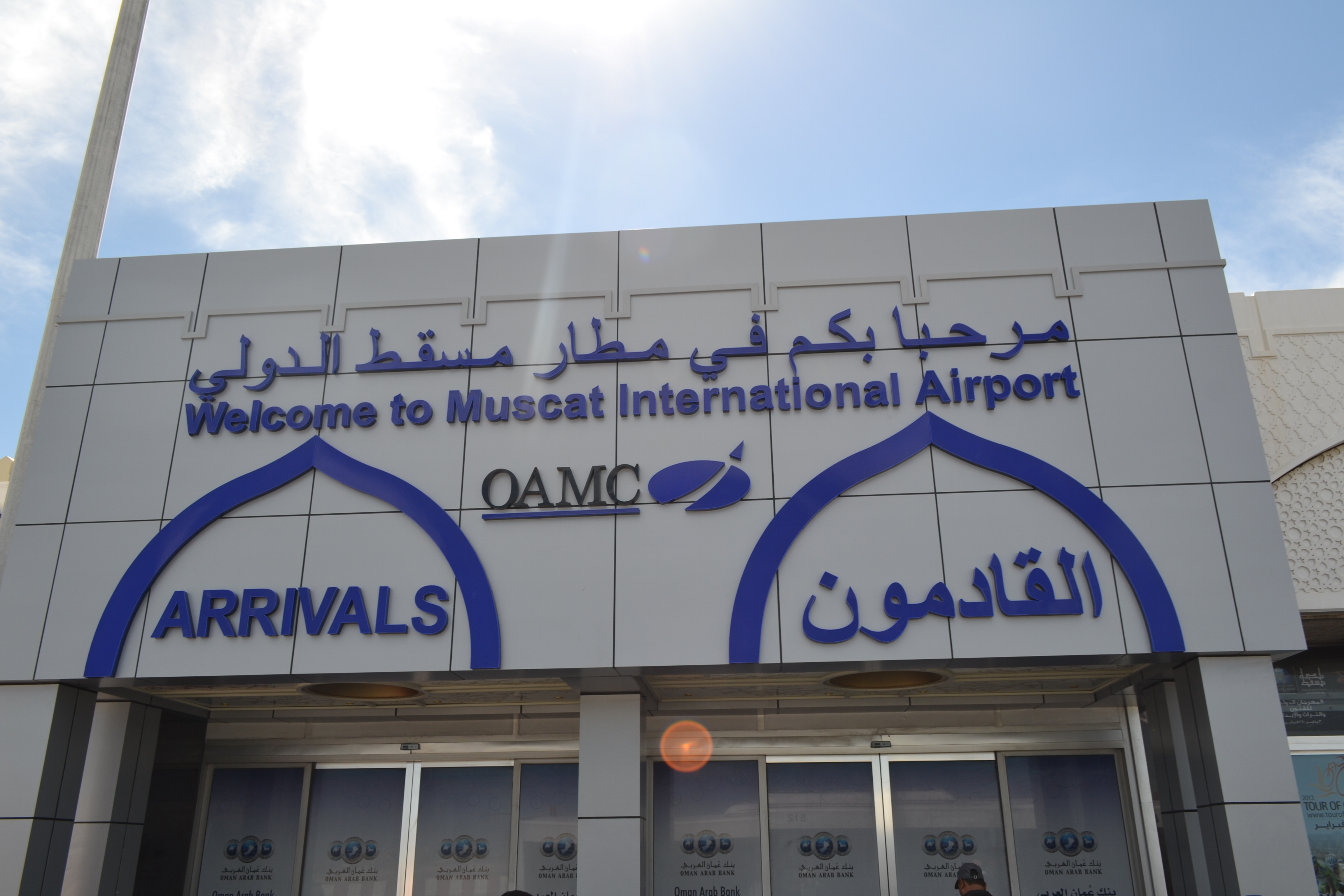
Ankunftsportal des alten Terminals

## Flughafenstatistik
Statistische Zahlen für den Flughafen Maskat:
| Jahr | Passagiere | Luftfracht (in Tonnen) | Flug- bewegungen |
| ---- | ---------- | ---------------------- | ---------------- |
| 2001 | 2.721.329  | 69.696                 | 36.082           |
| 2002 | 2.700.992  | 71.830                 | 35.064           |
| 2003 | 2.446.610  | 50.008                 | 33.509           |
| 2004 | 2.884.814  | 50.598                 | 36.389           |
| 2005 | 3.461.982  | 68.411                 | 40.297           |
| 2006 | 3.778.218  | 76.044                 | 40.192           |
| 2007 | 4.777.747  | 99.529                 | 46.319           |
| 2008 | 4.220.429  | 77.292                 | 45.655           |
| 2009 | 4.002.121  | 58.486                 | 45.600           |
| 2010 | 4.556.502  | 64.419                 | 55.330           |
| 2011 | 5.751.516  | 96.390                 | 67.160           |
| 2012 | 6.479.860  | 98.780                 | 68.696           |
| 2013 | 7.546.715  | 113.269                | 73.842           |
| 2014 | 8.310.927  | 120.040                | 81.244           |
| 2015 | 8.709.505  | 154.868                | 109.920          |
| 2016 | 10.314.449 | 180.332                | 153.326          |
| 2017 | 14.034.865 | 200.852                | 114.258          |
| 2018 | 15.392.580 | 212.764                | 125.543          |

Quellen 2000–2012: 2014: 2015–2016: 2017: 2018:

## Erweiterungen
Durch den Bau einer neuen Landebahn (08L/26R) wurde der Flughafen für den Airbus A380 ertüchtigt, diese Piste wurde am 22. Dezember 2014 für den Flugbetrieb freigegeben.
Zwischen den beiden Pisten wurde ein neues Terminal (Terminal 1) gebaut, das am 20. März 2018 eröffnet wurde. Es ist in der Lage große Flugzeuge, wie die Boeing 747 oder den Airbus A380, abzufertigen. Die Kapazität erhöht sich damit nach Angaben des Flughafens auf 20 Mio. Passagiere pro Jahr. Mit der Eröffnung des neuen Terminals wurden alle internationalen Flüge dorthin verlegt. Das alte Terminal soll nur noch von Billigfluggesellschaften genutzt werden.

## Fluggesellschaften und Ziele
Der Flughafen ist Heimatflughafen und Drehkreuz von Oman Air und SalamAir.

## Zwischenfälle
- Am 27. August 1978 startete eine Douglas DC-6B der US-amerikanischen New World Air Charter (Luftfahrzeugkennzeichen N122A) vom Flughafen Maskat. Statt wie vorgeschrieben um 40 Grad nach rechts zu drehen kurvte sie um 40 Grad nach links ein. Dabei wurde sie in den Berg Hameem geflogen. Durch diesen CFIT (Controlled flight into terrain) wurden alle Besatzungsmitglieder getötet, die einzigen Insassen auf dem Frachtflug.[14]

- Am 11. Februar 2013 wurde eine Boeing 737-33A der Pakistan International Airlines (AP-BEH) auf dem Flughafen Maskat-Seeb derart hart gelandet, dass das linke Hauptfahrwerk abknickte. Daraufhin schlug die linke Tragfläche samt Triebwerk Nr. 1 auf der Landebahn auf. Das Flugzeug wurde irreparabel beschädigt. Alle 108 Insassen überlebten den Unfall.[15]